# Ministério da Inteligência e da Segurança Nacional
O Ministério da Inteligência e da Segurança Nacional (em persa: o وزارتاطلاعاتوامنیتکشور Vezarat-e Ettela'at va Amniat-e Keshvar, sendo igualmente conhecido pela sigla VEVAK) é o serviço de inteligência da República Islâmica do Irã. É parte importante da segurança do governo iraniano, sendo bem financiado e equipado. Antes da reforma completa da agência em 1998, comandada pelo presidente Mohammad Khatami, ocorrido após os assassinatos em série de escritores dissidentes e de intelectuais, o VEVAK tinha sido acusado do envolvimento nas atividades terroristas, incluindo o homicídio de dissidente políticos iranianos dentro e fora do país.

## História
Qualquer informação sobre o ministério é difícil de se obter, a organização deveria substituir a SAVAK, antigo serviço de inteligência do Irã, mas essa continuidade é obscura, enquanto o papel de ambas as organizações é similar, sua ideologia é radicalmente diferente. Suspeita-se que o governo novo estava inicialmente removendo pessoas da SAVAK para a organização nova, com muitas pessoas experientes da SAVAK em seus papéis na VEVAK. 
A formação do ministério foi proposta por Saeed Hajjarian durante o governo de Mir-Hussein Mussavi. Havia debates sobre qual filial do estado deveria vigiar a instituição nova, dentre eles a presidência, o sistema judiciário e os corpos revolucionários islâmicos. Finalmente, o governo conseguiu a aprovação do Ayatollah Khomeinifazer para fazer-lhes um ministério.
O ministério foi fundado finalmente em 18 de agosto de 1984, quando foram extintos muitos serviços de inteligência menores em organizações governamentais diferentes. Os cinco ministros do ministério desde a sua fundação foram:
- Mohammad Reyshahri (sob o primeiro ministro RIM-Hossein Mousavi),
- Ali Fallahian (sob o presidente Ali Akbar Hashemi Rafsanjani),
- Ghorbanali Dorri-Najafabadi (sob o presidente Mohammad Khatami, que renunciou após um ano),
- Ali Younessi (sob o presidente Khatami, até 24 de agosto de 2005),
- Gholam Hossein Mohseni-Ejehei (sob o presidente Mahmoud Ahmadinejad, até a atualidade).